# توکوگاوا ناریماسا
توکوگاوا ناریماسا ((به ژاپنی: 徳川 斉匡 Tokugawa Narimasa); ۳۰ مهٔ ۱۷۷۹ – ۸ ژوئیهٔ ۱۸۴۸) سامورایی در دوره ادو اهل ژاپن بود. او پس از توکوگاوا هیروآکی رهبر خاندان تایاسو توکوگاوا بود.